# Carberry
Carberry är en ort i Kanada.   Den ligger i provinsen Manitoba, i den sydöstra delen av landet, 1 800 km väster om huvudstaden Ottawa. Carberry ligger 385 meter över havet och antalet invånare är 1 575.
Terrängen runt Carberry är mycket platt. Runt Carberry är det ganska tätbefolkat, med 104 invånare per kvadratkilometer.. Det finns inga andra samhällen i närheten.
Trakten runt Carberry består till största delen av jordbruksmark.